# Affrontements de 2025 à Tripoli
Notes
Au moins 8 morts et plus de 70 blessés,,
38 civils maltais évacués
Crise libyenne
Le 12 mai 2025, des affrontements ont éclaté à Tripoli, en Libye, entre la 444e brigade d'infanterie et le Dispositif de soutien à la stabilité (DSS). Les combats ont débuté après l'assassinat du commandant du DSS, Abdelghani al-Kikli. Il s'agit du premier affrontement armé majeur à Tripoli depuis les affrontements de 2023.
Le 14 mai 2025, un cessez-le-feu a été annoncé, les combats s'étant apaisés, mais se poursuivant. Le ministère libyen de la Défense a déclaré que le cessez-le-feu avait été instauré dans toutes les zones de tension à Tripoli, dans le cadre des efforts visant à « protéger les civils, préserver les institutions de l'État et éviter une nouvelle escalade ».

## Contexte
Les affrontements ont éclaté vers 21 heures après l'assassinat du commandant du Dispositif de soutien à la stabilité Abdul Ghani al-Kikli, surnommé « Ghaniwa », et de plusieurs de ses escortes lors d'une réunion qui aurait été convoquée pour apaiser les tensions croissantes entre les factions armées au camp militaire de Tekbali, mais des gardes du groupe rival 444e brigade d'infanterie ont échangé des coups de feu à l'extérieur du rassemblement. Les combattants de la 444e brigade d'infanterie et leurs alliés ont attaqué les bureaux du SSA à Tripoli, saisissant leurs biens et arrêtant des dizaines de combattants du DSS. 
Le 14 mai, des affrontements plus violents ont eu lieu dans des quartiers et des lieux densément peuplés, notamment à Ras Hassan, à la rue Al-Jaraba et à la mosquée Al-Saqqa. La 444e brigade d'infanterie aurait pris le contrôle du port de Tripoli, du quartier général de Rajma, de la prison d'al-Ruwaimi, d'Ain Zara, d'al-Jadidah et du siège de l'Agence pour l'immigration clandestine. Des prisonniers se sont évadés de la prison d'al-Jadida, des maisons ont été attaquées et des personnes ont été cambriolées lors des affrontements. Des jeunes hommes ont incendié la maison d'Abdel Hamid Dbeibah à Tripoli. 
Le 15 mai, un groupe armé lié au Gouvernement d'union nationale a ouvert le feu sur des manifestants exigeant un cessez-le-feu et la démission du gouvernement, faisant un nombre indéterminé de victimes. Auparavant, des assaillants inconnus avaient tenté d'assassiner Ali al-Jabbari, chef d'un groupe armé affilié au GUN. Des habitants ont signalé de violents affrontements et des échanges de coups de feu à plusieurs endroits de Tripoli, avec des dizaines de véhicules transportant des miliciens dans les rues. Des vidéos ont montré des convois militaires de la Force conjointe de Misrata et d'unités basées à Zintan, fidèles au ministre de l'Intérieur Imed Trabelsi, se dirigeant vers Tripoli. Les vols à l'aéroport international de Mitiga ont été suspendus, les écoles fermées et les quartiers désertés. Des échanges de tirs particulièrement intenses ont été signalés dans les quartiers d'Abou Salim et de Salah Eddin.
Après que la DSS a subi d'importants dégâts causés par la 444e brigade d'infanterie, de nouveaux combats ont éclaté le 13 mai en fin de journée et aux premières heures du 14 mai entre les forces spéciales de dissuasion de la Force Rada et la 444e brigade d'infanterie. Des civils ont signalé avoir entendu des coups de feu et des explosions vers minuit, ainsi que des groupes armés en cours de déploiement.
Des milices de la Zaouïa voisine auraient rejoint les combats en soutien aux forces spéciales de dissuasion. D'importants combats ont eu lieu près de la prison d'Al Jadida, où des détenus se seraient évadés pendant les combats. Les autorités avaient annoncé un cessez-le-feu le 14 mai, bien que des coups de feu aient encore été entendus dans l'ouest de Tripoli. Une fois les combats apaisés, des manifestations ont commencé dans le quartier de Souq el-Joumaa, contrôlé par le Force Rada, avec plus de 500 personnes exprimant leur mépris envers le gouvernement de Dbeibeh. Un membre du personnel de sécurité du GNU a été tué lors des manifestations, lorsque des manifestants ont tenté de prendre d'assaut son bureau.
Le 19 mai, la Mission d'appui des Nations unies en Libye et le Conseil présidentiel libyen ont mis en place un comité de trêve présidé par Mohamed Al-Haddad, chef d'état-major général de l'armée libyenne, chargé de superviser le cessez-le-feu. Le 24 mai, les manifestations ont repris à Tripoli et à Zaouïa, exigeant la fin du gouvernement d'union nationale dirigé par Abdel Hamid Dbeibah, le départ de tous les organes politiques et la dissolution de toutes les milices armées. Elles ont également appelé la mission des Nations Unies en Libye à intervenir et à fournir une assistance. Elles ont menacé de poursuivre l'escalade et de fermer toutes les institutions gouvernementales dans les 24 heures. Mais rien ne semble s'être produit après l'échéance.

## Réactions
Le ministère de l'Intérieur du Gouvernement d'unité nationale libyen (GUN) a demandé aux civils de rester confinés pendant les combats pour leur propre sécurité. Le GNU a également déclaré sur sa plateforme médiatique que le ministère de la Défense avait entièrement pris le contrôle du quartier d'Abou Salim. La Mission d'appui des Nations unies en Libye (MANUL) a publié un communiqué le 12 mai, se déclarant alarmée par la situation, commentant notamment l'intensité des combats impliquant des armes lourdes dans les centres urbains. Elle a également appelé à un cessez-le-feu immédiat et exhorté les deux parties à protéger les civils, appelant également les anciens et les dirigeants des communautés à désamorcer la situation. Ibrahim al-Khalifi, maire de Tripoli, a confirmé que les tirs avaient largement diminué mardi matin, mais a indiqué que la circulation restait bloquée dans de nombreux quartiers.
- Mission des Nations Unies : La mission en Libye a appelé au calme face aux informations faisant état d'une escalade des tensions dans la capitale[25], déclarant : « Les informations font état d'une mobilisation militaire et d'une montée des tensions à Tripoli et dans la région occidentale en général.» La mission a appelé toutes les parties à une désescalade immédiate[26].
- Ambassade des États-Unis en Libye : L’ambassade s’est jointe à la Mission d’appui des Nations Unies en Libye pour appeler au calme[27].
- Ambassade de Turquie en Libye : L’ambassade a recommandé à ses citoyens résidant à Tripoli, la capitale, de faire preuve de prudence et a publié un avis officiel les exhortant à respecter l’avis du ministère de l’Intérieur du gouvernement d’unité nationale, leur demandant d’éviter de quitter leur domicile, sauf en cas d’absolue nécessité[28].
- Ambassade du Bangladesh en Libye : L’ambassade a exhorté ses citoyens en Libye à « prendre les précautions nécessaires et à rester chez eux en raison de la situation dans la capitale ».